# Кристоферсен, Тис
Тис Кристоферсен (нем. Thies Christophersen, 27 января 1918, Киль — 13 февраля 1997, Мольфзее) — немецкий фермер, отрицатель Холокоста, во время 2-й мировой войны зондерфюрер СС в Аушвице.

## Биография
Родился в 1918 году, в Киле, Северная Германия. До войны занимался фермерством в Шлезвиге. В 1939 году вступил в немецкую армию. После начала Второй мировой войны в мае 1940 году был тяжело ранен в лицо на западном фронте.
После лечения получил агрономическое образование, со специализацией на выращивании каучуконосных растений. Работал на территории оккупированной Украины, а после отступления в январе 1944 года был направлен в трудовой лагере Райско (Raisko) — один из филиалов Освенцима, где работал в Департаменте разведения растений, руководил работой 300 заключённых. В течение всего 1944 года Кристоферсен неоднократно посещал Освенцим, но о массовых убийствах евреев газом впервые услышал якобы только после войны.
После войны Кристоферсен снова занялся фермерской деятельностью. Через три десятка лет он решил выйти на политическую сцену и возродить Национал-социалистическую немецкую рабочую партию. Он получил год тюремного заключения по обвинению в «неуважении к государству» и клевете на евреев. После этого Кристоферсен уехал в Данию.
Вернулся в Германию и умер 13 февраля 1997 года в Мольфзее.

## Отрицание Холокоста
Стивен Аткинс писал, что Кристоферсен был инициатором возрождения публичного отрицания Холокоста в Германии. Он в 1973 году написал и издал книгу «Ложь Освенцима» (нем. Die Auschwitz-Lüge), в которой описал своё прошлое и в которой отрицал, что в Аушвице и других лагерях смерти имело место уничтожение людей, и утверждал, что заключённые находились в настолько удовлетворительных условиях, что даже пели песни во время работы, — после чего, по его собственным утверждениям, получил тысячи писем от очевидцев, подтверждающих его доводы.
В связи со своей пропагандистской деятельностью подвергался уголовному преследованию в Германии, впоследствии уехал из страны. Из Дании рассылал свой журнал Die Bauernschaft, который посвящен «ревизионистским» темам и другим неонацистским материалам. Стивен Аткинс утверждал, что Кристоферсен был разоблачён на видеозаписи, где он «признавался, что он лгал о газовых камерах из-за лояльности к СС и своего желания
защитить честь Германии».
В 1974 году книга «Ложь Освенцима» была запрещена в Германии в связи с отрицанием Холокоста, а предисловие к ней, написанное террористом Манфредом Рёдером, было расценено федеральным ведомством по СМИ как антисемитская пропаганда, возбуждающая ненависть к евреям.

## Публикации
- Thies Christophersen. Die Auschwitz-Lüge (нем.). — Mohrkirch: Kritik-Verlag, 1973.
- Thies Christophersen. La mentira de Auschwitz (исп.). — 1973.
- Thies Christophersen. Die Auschwitz-Luege (нем.). — 1978. — 84 S.
- Thies Christophersen. Adolf Hitler — Ein Leben fuer Deutschland und Europa (нем.). — 1989. — 34 S.